# Datenverlust
Datenverlust (englisch data loss) bezeichnet das unvorhergesehene Verlorengehen von Daten. Als verloren gelten hierbei alle Daten, die nicht wie avisiert auf einem Datenspeicher zur Verfügung stehen.
Ein Datenverlust kann von temporärer oder dauerhafter Natur sein. Temporäre Datenverluste zeichnen sich dadurch aus, dass sie durch entsprechende Gegenmaßnahmen behoben werden können. Bei einem dauerhaften Datenverlust sind die Daten nicht wiederherstellbar, also dauerhaft verloren oder physikalisch zerstört.

## Ursachen
Ein Datenverlust tritt beispielsweise dann auf, wenn durch technische Defekte nicht auf Rechner zugegriffen werden kann oder wenn logische Fehler in einer übergeordneten Ebene der Soft- oder Hardware-Hierarchie zu einer Nichterreichbarkeit führen.
Datenverlust kann jedoch auch durch eine außerplanmäßige Situation im routinemäßigen Betrieb eines Rechners, fehlerhafte Software (insbesondere Betriebssysteme), Fehlkonfiguration oder durch Hardwaredefekte auftreten. Außerdem können äußere Einwirkungen wie beispielsweise Diebstahl, Überspannung, Flüssigkeiten, Brand oder unautorisierte Bedienung des Systems zu einem Datenverlust führen.
Auch Bedienfehler können zu einem Datenverlust führen. Hierunter versteht man beispielsweise das versehentliche Löschen oder Überschreiben von Dateien, das unabsichtliche Formatieren sowie mechanische Beschädigungen von Datenträgern, aber auch das Ausschalten eines Computers, ohne das System ordnungsgemäß herunterzufahren. Die meisten Fälle von Datenverlust sind auf solche Leichtsinnsfehler aufgrund von z. B. Stress und Zeitdruck zurückzuführen.
Typische indirekte Ursachen für das Auftreten eines Datenverlusts sind das Aktivieren von Malware, Fehler im Dateisystem oder Angriffe durch Cracker. Diese setzen häufig eine vorangegangene Fehlbedienung oder fehlerhafte Software bzw. Konfiguration voraus, die anschließend in einem Datenverlust resultieren können. Indirekte Ursachen wie ein aktueller Computervirus sind ebenfalls häufige Gründe für einen Datenverlust, bedingen aber nicht per se ein defizitäres System; dennoch kann diesen Ursachen durch ein optimal konfiguriertes System präventiv vorgebeugt werden. Ein weiterer Grund für Datenverlust durch Malware kann auch der gezielte Einsatz als Sabotage sein.

## Prävention
Das Risiko für das Auftreten eines Datenverlusts kann durch den Einsatz eines adäquaten Backup-Konzepts minimiert werden. Auch durch Redundanz von Datenträgern und Speichersystemen kann einem Datenverlust vorgebeugt werden, primär bei Hardwareschäden, aber auch Cyberattacken und Systemausfällen. Gegen versehentliches Löschen oder Schäden durch Malware hilft Redundanz nicht.
Alle Präventionsmaßnahmen haben jedoch gemein, dass sie nur das Risiko eines Datenverlusts minimieren, aber nicht per se eliminieren können. Es besteht immer das Restrisiko, dass auch Backup-Systeme von einem Datenverlust betroffen sind und somit dennoch ein temporärer oder dauerhafter Datenverlust auftritt.

## Gegenmaßnahmen
In vielen Fällen lassen sich verlorengegangene Daten mittels Datenrettung wiederherstellen. Die Erfolgschancen einer Wiederherstellung sind direkt davon abhängig, welcher Grund für den Datenverlust ursächlich ist. Für die Wahl adäquater Gegenmaßnahmen sowie deren Chancen auf Erfolg ist zudem der Typ des defekten Datenträgers von Relevanz.